# Hatalmas tölcsérgomba
A hatalmas tölcsérgomba (Aspropaxillus giganteus) a pereszkefélék családba tartozó, Eurázsiában és Észak-Amerikában honos, réteken, legelőkön élő, ehető gombafaj. Egyéb elnevezései: óriás álpereszke, óriás cölöppereszke.

## Megjelenése
A hatalmas tölcsérgomba kalapja 8-45 cm széles, alakja fiatalon domború majd laposan, végül tölcséresen kiterül. Színe fehéres, halványokkeres. Felülete száraz, matt. Széle fiatalon begöngyölt, később hullámos, gyakran röviden bordás.
Húsa vastag, fehér. Íze kellemes, szaga lisztes.
Lemezei sűrűn állók, lefutók. Színük fehéres, később krémszínű.
Tönkje 4-12 cm magas és 3-6 cm vastag. Alakja hengeres vagy kissé hasasodó. Színe a kalapéhoz hasonló, felülete sima. 
Spórapora fehér. Spórája ellipszis alakú, sima, mérete 6-8 x 3-4,5 µm.

### Hasonló fajok
Az óriás tölcsérgomba vagy a gyökeres álpereszke hasonlíthat hozzá.  

## Elterjedése és termőhelye
Eurázsiában és Észak-Amerikában honos. Magyarországon nem gyakori. 
Inkább hegyvidéki réteken, legelőkön nő akár boszorkánykörben is. Júliustól októberig terem.  
Ehető, de nem a legjobb ízű gomba és vannak, akiknek gyomorpanaszokat okoz. Antibiotikus aktivitású klitocint termel.   

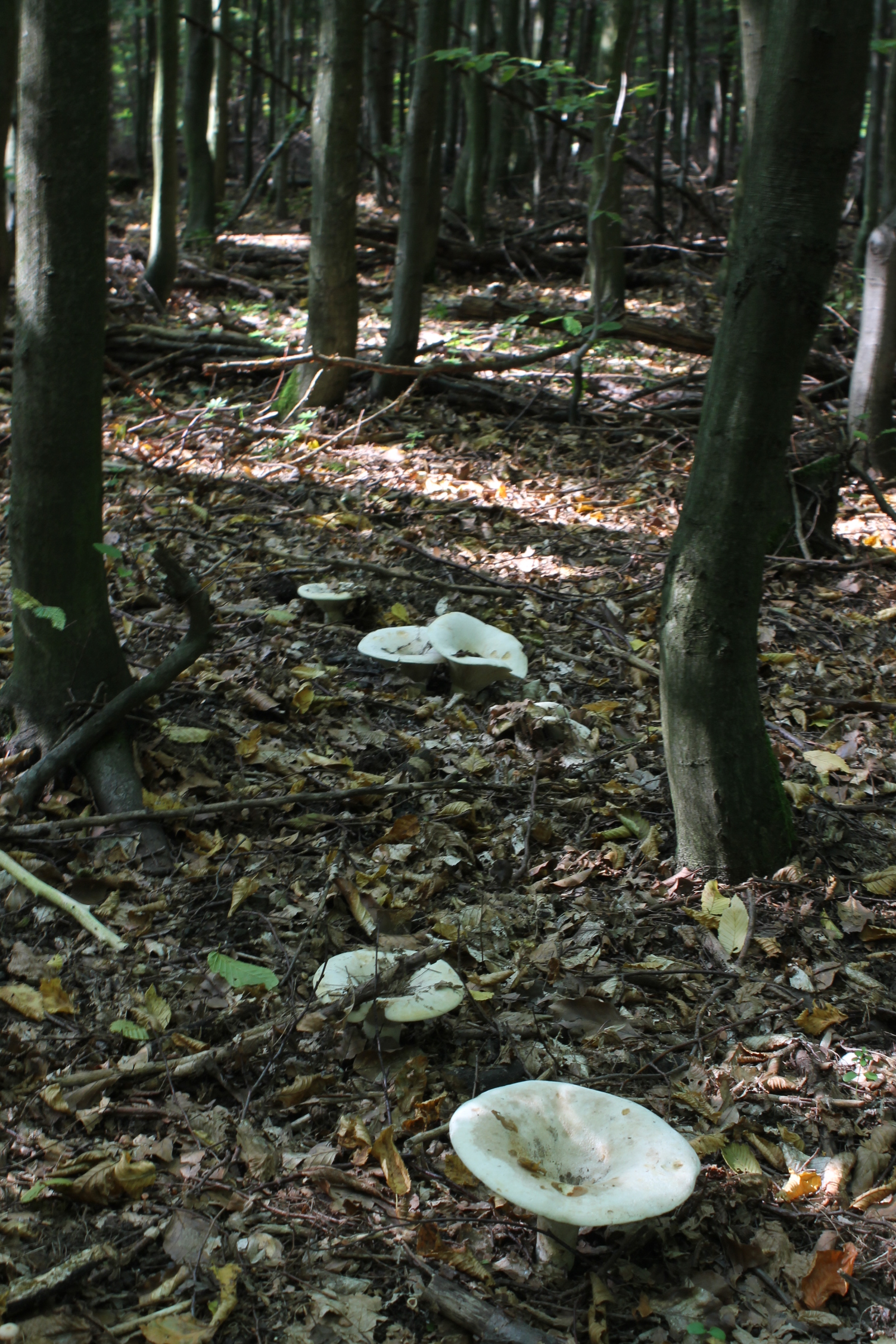
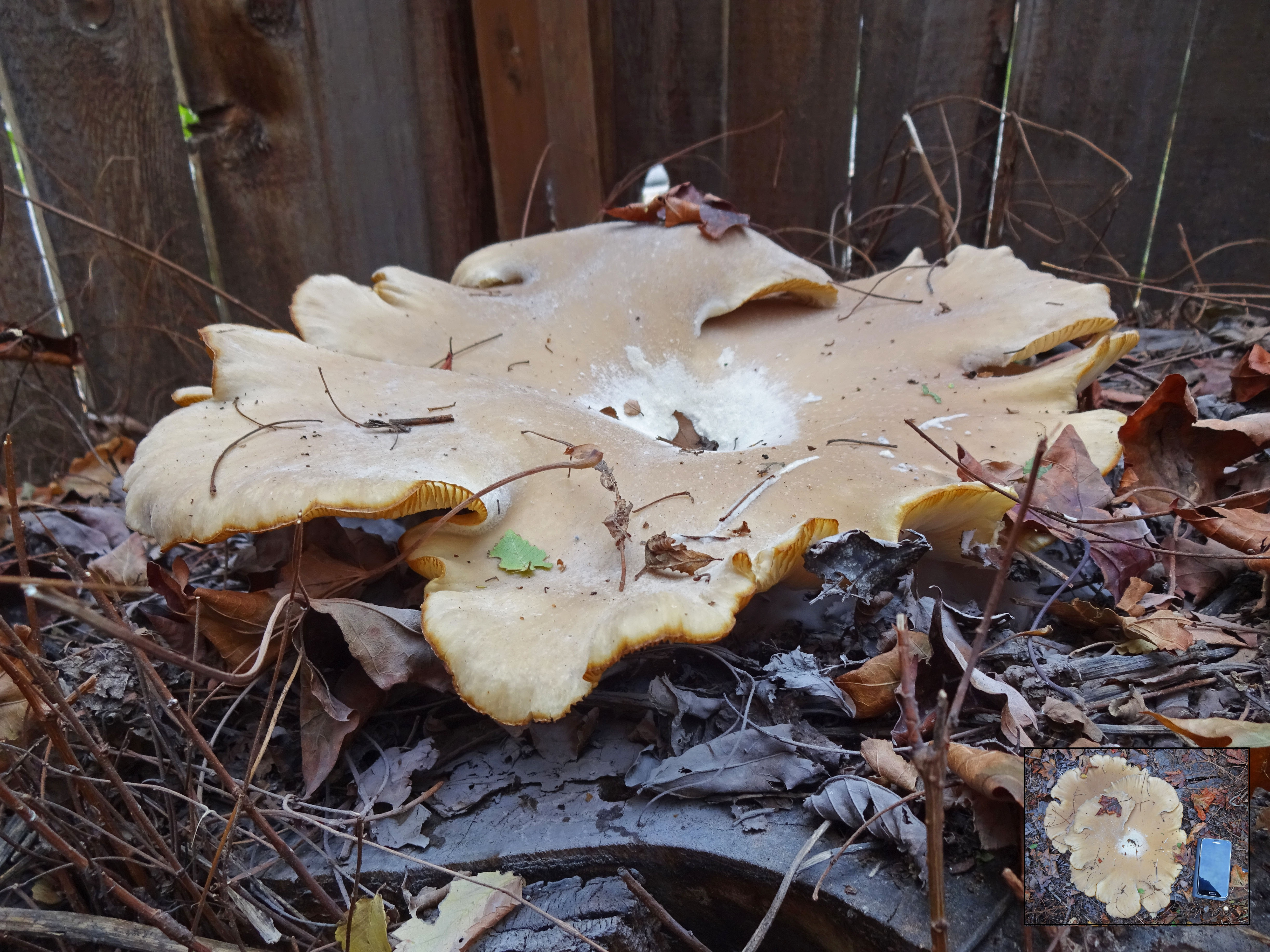
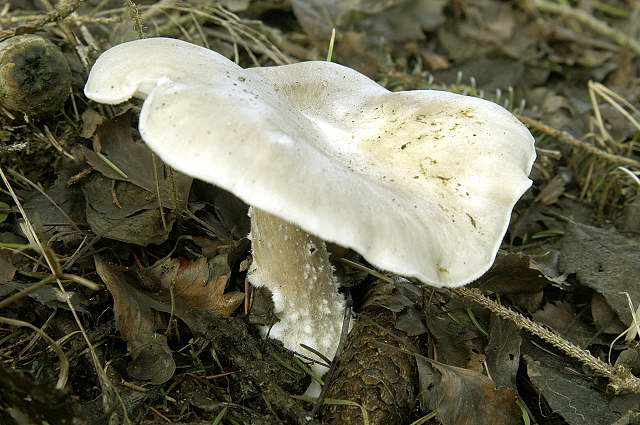
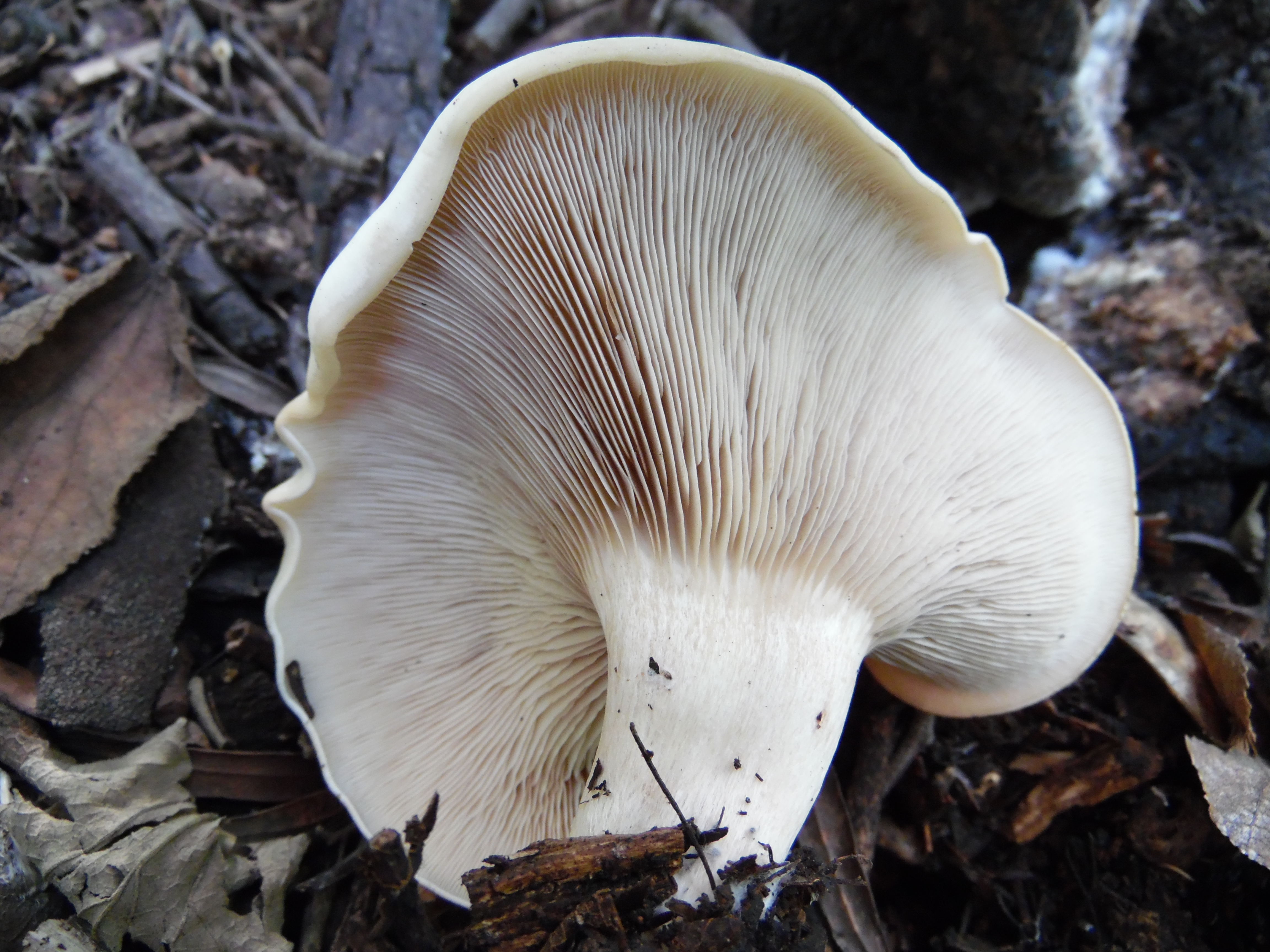
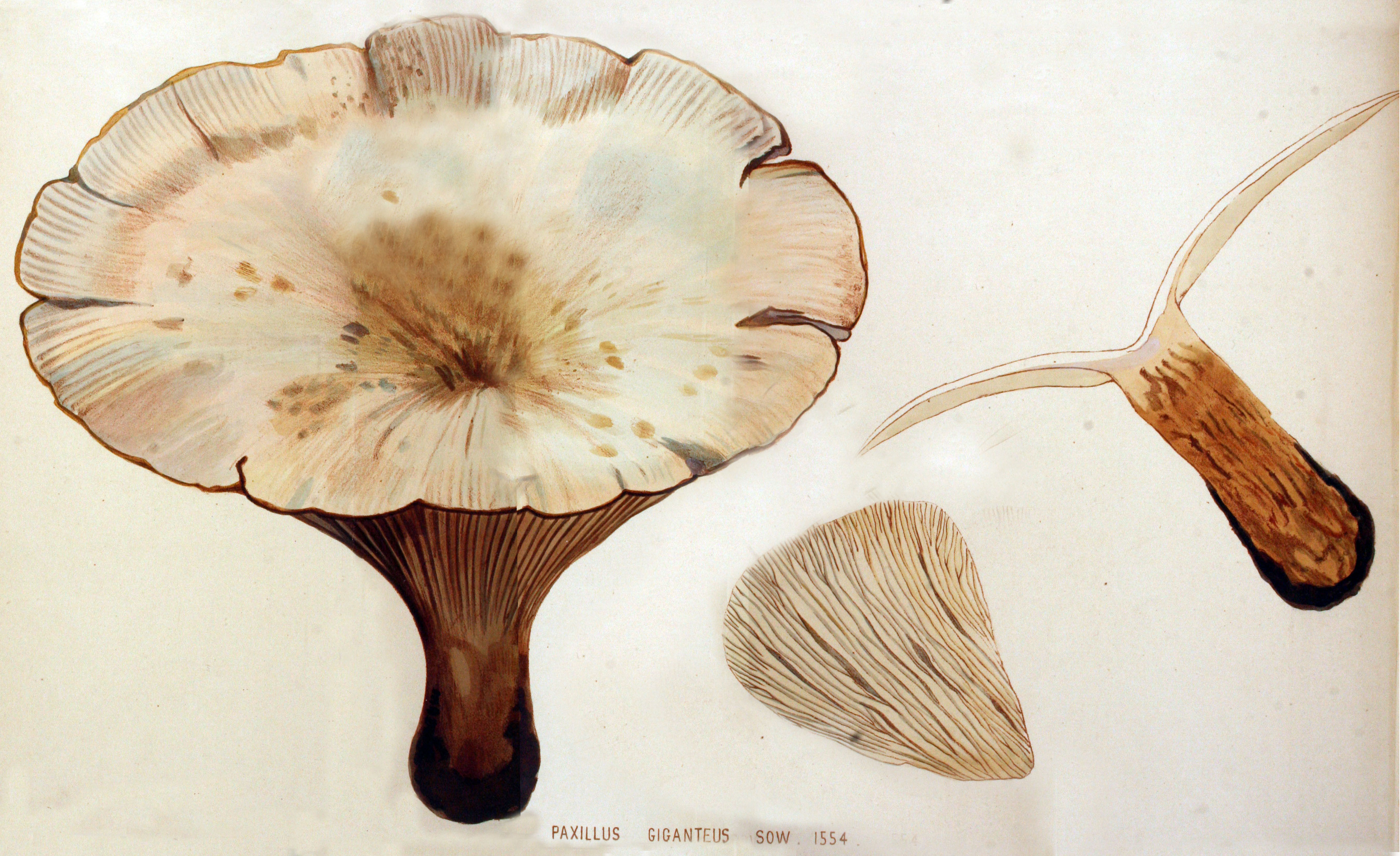